# دانیل سکالدی
دانیل سکالدی (فرانسوی: Daniel Ceccaldi‎; زاده ۲۵ ژوئیهٔ ۱۹۲۷ – مرگ ۲۷ مارس ۲۰۰۳) بازیگر اهل کشور فرانسه بود.

## قسمتی از فیلمشناسی:
- آن مرد از ریو
- بوسه‌های دزدکی
- کانون زناشویی
- مرگ یک مرد فاسد
- اسباب بازی
- اصلاح ناپذیر
- پوست لطیف
- وسواس بیمارگونه
- برای پنهان کردن یک پلیس،
- مانورهای بزرگ
- عشق در بعدازظهر
- عکس‌های کاروم
- شکارچی‌ای از ماکسیم‌ها
- ماجراهای آرسن لوپن
- جاسوسی در لیسبون